# Australia Group
L'Australia Group è un raggruppamento informale di nazioni (fra le quali tutte quelle facenti parte dell'Unione europea) creato nel 1985 (dopo l'impiego di armi chimiche in Iraq nel 1984) per aiutare i paesi membri ad identificare ed impedire l'esportazione di armi chimiche e batteriologiche.

## Storia
Il gruppo, inizialmente costituito da 15 membri, tenne la sua prima riunione a Bruxelles nel settembre 1989. Oggi è costituito da 41 membri, compresi tutti quelli della Organizzazione per la cooperazione e lo sviluppo economico (OCSE) ad eccezione del Messico, da tutti i 28 Stati membri della Commissione Europea, Ucraina e Argentina. Il nome del gruppo venne mutuato dall'iniziativa presa dall'Australia nella creazione del gruppo ed è la stessa Australia che dirige il segretariato.
I membri iniziali del gruppo avevano diverse valutazioni sui prodotti chimici che avrebbero dovuto essere oggetto di controllo delle esportazioni. Le nazioni che entrarono successivamente, in un primo tempo non ottemperavano a tali controlli. Oggi, i membri del gruppo hanno deciso di mantenere i controlli sulle esportazioni su di un elenco omogeneo di 54 composti chimici, tra cui alcuni non vietati all'esportazione ai sensi della Convenzione sulle armi chimiche, ma che possono essere utilizzati nella fabbricazione di armi chimiche. Le delegazioni che rappresentano i paesi membri si incontrano ogni anno a Parigi.

## Paesi membri

L'Australia Group

Argentina
 Australia
 Austria
 Belgio
 Bulgaria
 Canada 
 Cipro 
 Comunità Europea
 Corea del Sud 
 Croazia 
 Danimarca 
 Estonia 
 Finlandia 
 Francia 
 Germania 
 Giappone 
 Grecia 
 India 
 Irlanda 
 Islanda 
 Italia 
 Lettonia 
 Lituania 
 Lussemburgo 
 Malta 
 Messico 
 Norvegia 
 Nuova Zelanda 
 Paesi Bassi 
 Polonia 
 Portogallo 
 Regno Unito 
 Rep. Ceca 
 Romania 
 Slovacchia 
 Slovenia 
 Spagna 
 Stati Uniti 
 Svezia 
 Svizzera 
 Turchia 
 Ucraina 
  Ungheria